# 蒼原千佳
蒼原 千佳（あおはら ちか）は、日本の女性声優。主にアダルトゲームに声をあてている。

## 出演
太字はメインキャラクター。

### アダルトゲーム
- bitter smile.（2010年、宮津橋勇樹[1]、クラスメイト）
- イモウトノカタチ（2012年、澄稀あやか[2]）
- 放課後の不適格者（2014年、本並栞[3]）
- 幻のディストピア（2015年、牧園楓）
- あなたをオトコにしてあげる!（2016年、小南蒼日）
- 枯れない世界と終わる花（2016年、ユウ）
- 残念な姉との幸福論（2016年、長澤里美[4]）
- 神様のゲーム－監禁された6人の男女－（2017年、石動アーニャ）
- もののあはれは彩の頃。（2017年、鹿乃縁[5]）
- 幕末尽忠報国烈士伝 -MIBURO-（2017年、酒井兵庫[6]、西郷常盤子）
- まいてつ Last Run!!（2020年、路子）

### 一般向ゲーム
- bitter smile.（2013年、宮津橋勇樹[7]）- PS Vita版